# 凱瑟克家族
凱瑟克家族來自蘇格蘭，自19世紀開始與亞洲及香港有密切關係，為怡和洋行的主要股東。凯瑟克家族曾有祖孙三代都在上海公共租界出任总董的经历。
據2020年星期日泰晤士報英國前1000大富豪排行榜（Sunday Times Rich List）凱瑟克家族擁有40億英鎊的財富，排名第33位。
據2021年星期日泰晤士報英國前1000大富豪排行榜（Sunday Times Rich List）凱瑟克家族擁有64.7億英鎊的財富，排名第22位。
據2022年星期日泰晤士報英國前1000大富豪排行榜（Sunday Times Rich List）凱瑟克家族擁有57.03億英鎊的財富，排名第30位。
據2023年星期日泰晤士報英國前1000大富豪排行榜（Sunday Times Rich List）凱瑟克家族擁有55億英鎊的財富，排名第37位。
據2024年星期日泰晤士報英國前1000大富豪排行榜（Sunday Times Rich List）凱瑟克家族擁有45億英鎊的財富，排名第43位。

## 家族成員
- 東尼·凱瑟克
- 亨利·凱瑟克（怡和榮譽主席）
- 西門·凱瑟克
- 班哲明·凱瑟克（怡和控股常務董事，2012年3月履新）
- 艾特·凱瑟克（怡和控股副常務董事，2012年3月履新）
- 威廉·凱瑟克
- 詹姆斯·凱瑟克
- 亨利·凱瑟克
- 約翰·凱瑟克
- 奇普斯·凱瑟克